# San Giorgio Albanese
San Giorgio Albanese (in Arbëresh, [ar'bəreʃ]; Mbuzati) ist eine italienische Gemeinde mit 1308 Einwohnern (Stand 31. Dezember 2023) in der Provinz Cosenza in Kalabrien. 
Die Gemeinde San Giorgio Albanese (Bashkia e Mbuzatit) unterhält seit 2004 eine Gemeindepartnerschaft (Unione Arbëria) mit anderen vier Arbëresh-Gemeinden in der Provinz Cosenza: San Demetrio Corone, Santa Sofia d’Epiro, San Cosmo Albanese und Vaccarizzo Albanese.

## Lage und Daten
Das Gebiet der Gemeinde liegt auf einer Höhe von 420 Metern über dem Meeresspiegel und umfasst eine Fläche von 22 Quadratkilometern. San Giorgio Albanese liegt etwa 72 Kilometer nordöstlich von Cosenza. Die Nachbargemeinden sind Acri, Corigliano-Rossano, San Cosmo Albanese und Vaccarizzo Albanese.

## Geschichte
San Giorgio Albanese wurde um 1470 von albanischen Flüchtlingen (Arbëresh) neu besiedelt.

## Söhne und Töchter
- Ercole Lupinacci (1933–2016), katholischer Geistlicher, Bischof von Lungro